# Zygmunciszki (rejon ignaliński)
Zygmunciszki – (lit. Žygmantiškė) – wieś na Litwie, w okręgu uciańskim, w rejonie ignalińskim, starostwie Rymszany.

## Historia
W czasach zaborów w granicach Imperium Rosyjskiego.
W dwudziestoleciu międzywojennym wieś leżała w Polsce, w województwie nowogródzkim (od 1926 w województwie wileńskim), w powiecie brasławskim, w gminie Widze.
Według Powszechnego Spisu Ludności z 1921 roku zamieszkiwało tu 76 osób, wszystkie były wyznania rzymskokatolickiego i zadeklarowały polską przynależność narodową. Było tu 13 budynków mieszkalnych. W Wykazie z 1938 rozróżniono wieś i zaścianek Zygmunciszki. Zgodnie z Wykazem w 1931 wieś liczyła 15 domów w których zamieszkiwało 79 osób, a zaścianek – jeden dom z 6 mieszkańcami.
Miejscowość należała do parafii rzymskokatolickiej w Widzach. Podlegała pod Sąd Grodzki w Turmoncie i Okręgowy w Wilnie; właściwy urząd pocztowy mieścił się w m. Widze.